# اچ‌دی ۱۹۲۲۶۳

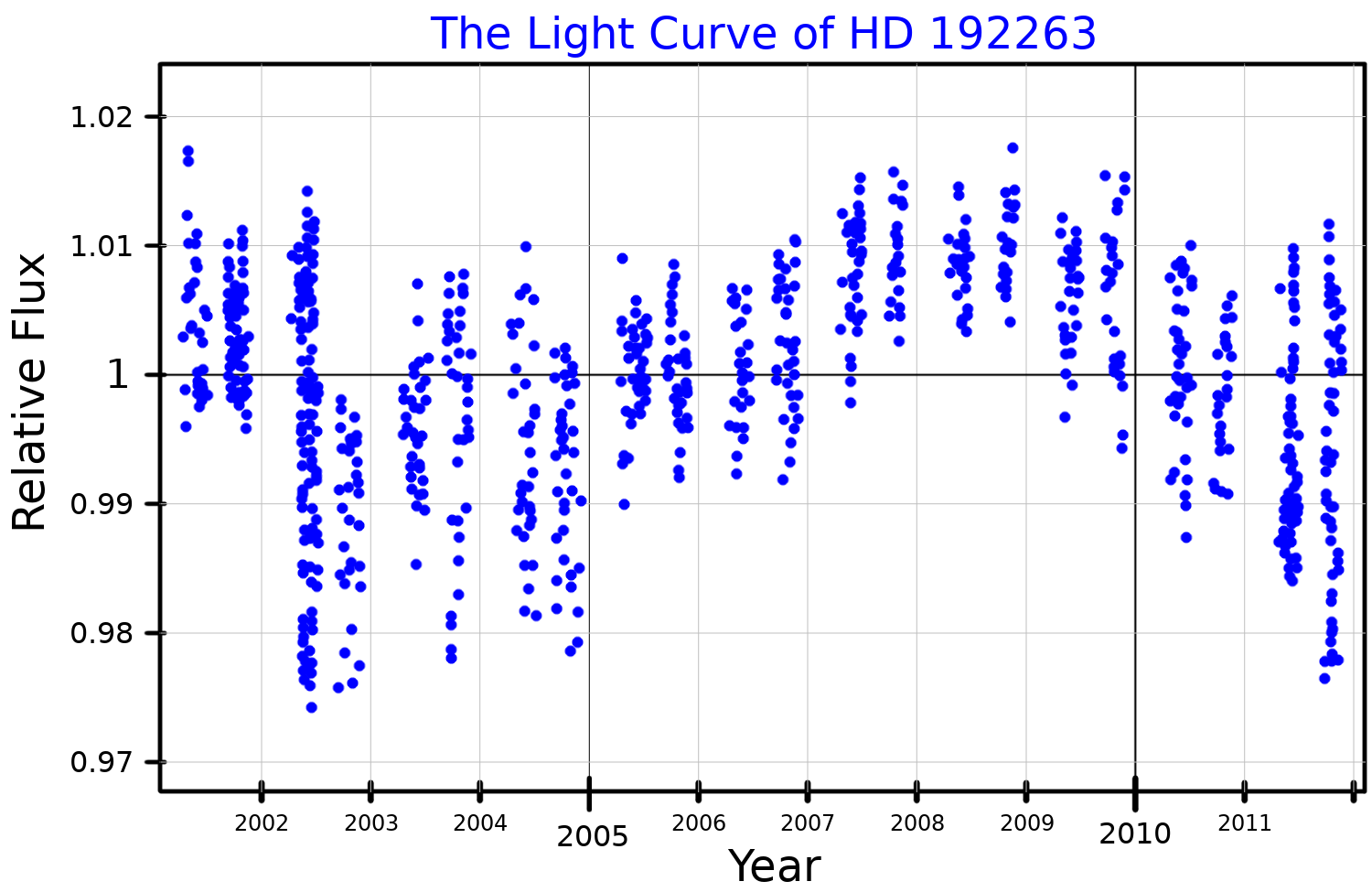
منحنی نور باند b+y ستارهٔ «اچ‌دی ۱۹۲۲۶۳»، اقتباس‌شده از Dragomir و همکاران - ۲۰۱۲

اچ‌دی ۱۹۲۲۶۳ یک ستاره است که در صورت فلکی عقاب قرار دارد.